# Kasper Aleksander Szwab
Kasper Aleksander Szwab herbu Jastrzębiec (zm. w 1649 roku) – podwojewodzi trocki w latach 1642–1647, wójt trocki w latach 1626–169, stolnik upicki w latach 1604–1612, starosta szmeltyński w 1605 roku.
Pochodził z rodziny ewangelickiej. Był synem Hieronima i Hanny z domu Komarowskiej. Jego córka, z drugiego małżeństwa z Elżbietą z domu Pietkiel, Małgorzata wyszła za mąż za Macieja Korwin Gosiewskiego herbu Ślepowron, generała artylerii Wielkiego Księstwa Litewskiego.
Był elektorem Władysława IV Wazy z województwa trockiego w 1632 roku.